# Goalkeeper CIWS
El Goalkeeper CIWS (del inglés: goalkeeper ‘guardameta’) (CIWS es el acrónimo en inglés de Close-in Weapon System, traducible por «sistema de armamento de proximidad») es un sistema de armamento defensivo de proximidad holandés  introducido en 1979, y en uso a partir de 2013 . Se trata de un sistema de armas autónomo y completamente automático para la defensa de corto alcance de los buques contra misiles altamente maniobrables, aeronaves y buques de superficie de maniobra rápida . Una vez activado el sistema realiza automáticamente todo el proceso de vigilancia y la detección a la destrucción, incluyendo la selección del próximo objetivo prioritario. 

## Desarrollo
El desarrollo del sistema se inició en 1975 con Holland-Signaal (ahora Thales Nederland ) trabajando con General Dynamics, que suministra el cañón GAU-8. Un prototipo, el EX-83 se demostró por primera vez a la  Armada Real de los Países Bajos en 1979.
En 2012 el ministerio holandés de Defensa anunció que los sistemas Goalkeeper en uso por la Marina de Países Bajos recibirían actualizaciones de radares, mejoras mecánicas, nueva munición frangible de alta precisión y un nuevo sistema de seguimiento de electro-óptico. También el modo superficie del sistema será mejorado para contrarrestar los barcos de alta velocidad y botes artesanales de ataque rápido. Estas mejoras harán que el sistema sea más capaz de defender los buques frente a las últimas amenazas como misiles antibuque  modernos, más efectivos en ambientes litorales y menos vulnerable a fallos de funcionamiento. También amplíara la vida útil del sistema a por lo menos hasta 2025. El primero de los 16 sistemas se actualizaron y comprobaron por Thales Nederland, los otros lo fueron en la base naval de Den Helder.

## Historial operacional
Las capacidades del Goalkeeper se han probado varias veces en ejercicios navales. En ejercicios con fuego real, múltiples objetivos como misiles Harpoon, Exocet y drones objetivo fueron derribados por este sistema. Asimismo, durante operaciones antipirateria en costas de Somalia se han destruido barcos pirata y esquifes incautados por la Armada de Holanda.

## Especificaciones
- Arma : Cañón rotativo GAU-8/A Avenger de siete cañones de 30 mm.
- Altura : 3,71 m (por encima de la cubierta) 6,2 m (incluyendo la penetración de la cubierta).
- Peso : 6.372 kg con 1190 rds de munición (por encima de la cubierta), 9902 kg (total).
- Elevación +85° y -25° a 80° / s.
- Velocidad de salida : 1109 m/s (MPDS y vuelta).
- Velocidad de giro en 360° de la torreta 3,8 segundos
- Cadencia de fuego : 70 disparos/segundo (4.200 revoluciones/minuto).
- Ráfaga máxima : 1000 proyectiles.
- Municiones : 1190 (HEI, API, TP, MPDS, FMPDS) proyectiles en cargador bajo cubierta.
- Tiempo de recarga: 9 minutos (la carga se realiza debajo de la cubierta)
- Alcance : entre 350 a 1.500 y 2.000 metros que dependen de la munición.
- Radar de búsqueda : Banda-I/conjunto lineal. Banda-I es la banda X. Escanea 1,5 grados horizontal, 60 grados vertical. Gira a 1 Hz (60 RPM). Rango aprox. De 30 km.
- Radar de adquisición : Banda -I y banda K monopulso .
- Sistema óptico : TV (Future EO / IR)
- Distancia de aniquilación 100% : 500 m

### Comparación entre CIWS actuales
|                                       | Armada de la Federación Rusa AK-630 | Armada de la Federación Rusa AK-630M1-2 | Armada de los Estados Unidos Phalanx CIWS | Armada Real de los Países Bajos Goalkeeper CIWS | Marina Militare DARDO                        |
| ------------------------------------- | ----------------------------------- | --------------------------------------- | ----------------------------------------- | ----------------------------------------------- | -------------------------------------------- |
| Peso                                  | 9114 kg (20 092,9 lb)               | 11 819 kg (26 056,5 lb)                 | 6200 kg (13 668,7 lb)                     | 9902 kg (21 830,2 lb)                           | 5500 kg (12 125,4 lb)                        |
| Armamento                             | GSh-6-30 de 6 cañones (30 mm)       | Dos GSh-6-30 de 6 cañones (30 mm)       | M61 Vulcan de 6 cañones (20 mm)           | GAU-8 de 7 cañones (30 mm)                      | Montaje doble del cañón Bofors 40 mm (40 mm) |
| Cadencia de tiro                      | 5.000 disparos/minuto               | 10.000 disparos/minuto                  | 4.500 disparos/minuto                     | 4.200 disparos/minuto                           | 600/900 disparos/minuto                      |
| Alcance (efectivo/ trayectoria plana) | 4000 m (13 123,4 pies)              | 4000 m (13 123,4 pies)                  | 3600 m (11 811 pies)                      | 2000 m (6561,7 pies)                            | 4000 m (13 123,4 pies)                       |
| Depósito de munición                  | 2.000 proyectiles                   | 4.000 proyectiles                       | 1.550 proyectiles                         | 1.190 proyectiles                               | 736 proyectiles                              |
| Velocidad inicial                     | 900 m (2952,8 pies) por segundo     | 900 m (2952,8 pies) por segundo         | 1100 m (3608,9 pies) por segundo          | 1109 m (3638,5 pies) por segundo                | 1000 m (3280,8 pies) por segundo             |
| Elevación                             | -12 a +88 grados                    | -12 a +88 grados                        | -25 a +85 grados                          | -25 a +85 grados                                | -13 a +85 grados                             |
| Traversa                              | 360 grados                          | 360 grados                              | -150 a +150 grados                        | 360 grados                                      | 360 grados                                   |

## Operadores

### Actuales
Bélgica
- Armada belga
  - 2 Fragatas Clase Karel Doorman

 Catar
- Armada de Catar
  - 4 Vosper Thornycroft Clase Vita

 Chile
- Armada de Chile
  - 2 Fragatas Clase Jacob van Heemskerck

 Corea del Sur
- Armada de la República de Corea
  - Destructor Clase Gwanggaeto el Grande
  - Destructor Clase Chungmugong Yi Sun-sin
  - Destructor Clase Sejong el Grande
  - Buque de asalto anfibio Clase Dokdo

 Países Bajos
- Armada Real de los Países Bajos
  - 4 Fragatas antiaéreas De Zeven Provincien , 1 Goalkeeper por barco, todo preparado para la instalación de un segundo sistema, solamente el HNLMS Evertsen tiene Goalkeepers.
  - 2 Fragatas Clase Karel Doorman, 1 Goalkeeper por barco
  - 2 Muelle de transporte anfibio Clase Rotterdam, 2 Goalkeeper por barco
  - 1 Buque de apoyo de la Clase Karel Doorman, 2 Goalkeeper (en servicio hasta 2015)

 Perú
- Marina de Guerra del Perú
  - BAP Tacna (ARL-158)[6]

 Portugal
- Marina portuguesa
  - 2 Fragatas Clase Karel Doorman

### Anteriores
Reino Unido
- Marina Real británica
  - HMS Illustrious (R06), HMS Bulwark (L15), HMS Albion (L14) (Será retirado de la Marina real en 2015)[7]

### Artículos similares
- Meroka CIWS
- Phalanx CIWS
- DARDO
- AK-630
 Kashtan CIWS